# LCA 10 Topaze
Dimensions
Le LCA 10 Topaze est la version construite en France par SLCA en 1971 puis par Loravia après décembre 1974 du planeur allemand Scheibe SF 27.

## Contexte
En France, dès 1944, l'état se préoccupe de relancer le vol à voile dans le pays. Après une période ou il est acheteur et gestionnaire des planeurs par l'entremise d'un "service de sports aériens", en 1956 une autonomie plus grande est laissée aux clubs qui bénéficient de primes d'achat pour s'équiper. Jusque dans les années 70 seuls les planeurs fabriqués dans le pays sont éligibles aux primes d'achat. La fabrication sous licence des planeurs étrangers permet de contourner ce blocage protectionniste. A ce titre, de nombreux planeurs étrangers sont construits en France. Entre autres les Avialsa A60 Fauconnet, Carman M200 Foehn, M100 Mésange et, bien sur, le Topaze.
Avialsa qui a obtenu la licence de production du Scheibe SF-27 la revend à SLCA qui en produit 3 versions LCA 10, LCA 11 et LCA 12 à partir d'octobre 1971.
Le planeur se vend bien grâce à son prix abordable voire trop bas puisque SLCA dépose son bilan en 1974.

## Construction
La construction est très proche de celle du Scheibe SF 27, la plus grosse différence visible étant le dessus de l'arrière du fuselage arrondi à la place des facettes provoquées par les lisses entoilées du planeur allemand. Le LCA10 se caractérise par une roue principale fixe dépassant peu du fuselage et une petite roulette de queue encastrée. Pour les versions suivantes la roue principale est abaissée pour augmenter la garde au sol.
L'aile du LCA 10 n'est que partiellement coffrée ce qui est corrigé dès la version LCA 11 pour améliorer le respect du profil et le rendement du profil laminaire. De la même façon, la verrière entièrement amovible sur le LCA 10 reçoit à partir du LCA 11 deux charnières sur le côté droit de l'habitacle.
En 2019 restent inscrit au registre français de l'aviation civile : quatre LCA 10, neuf LCA 11 et un LCA 12

## Variantes
- LCA 10 1971
- LCA 11 1973
- LCA 12 1974[7]